# Ksar Akil
Ksar Akil è un sito archeologico in Libano. Si crede che sia uno dei primi siti noti contenenti tecnologie tipiche del Paleolitico Superiore tra cui Aurignaziano, circa 3000 anni prima che apparissero in Europa.
I Manufatti recuperati dal sito indicano che gli abitanti furono tra i primi in Eurasia occidentale (e forse al mondo) che usavano ornamenti personali. I risultati della datazione al radiocarbonio indicano che i primi umani possono avere vissuto nel sito circa 42.000 anni fa o prima ancora. 
La presenza di ornamenti personali a Ksar 'Akil è indicativa di comportamento umano moderno. I ritrovamenti di ornamenti nel sito sono pressoché contemporanei con altri ritrovamenti di monili in altri siti anche notevolmente distanti del Paleolitico medio come Enkapune ya Muto in Kenya.